# Sonnenbühl
Sonnenbühl est une commune de Bade-Wurtemberg (Allemagne), située dans l'arrondissement de Reutlingen, dans la région Neckar-Alb, dans le district de Tübingen.

## Jumelages

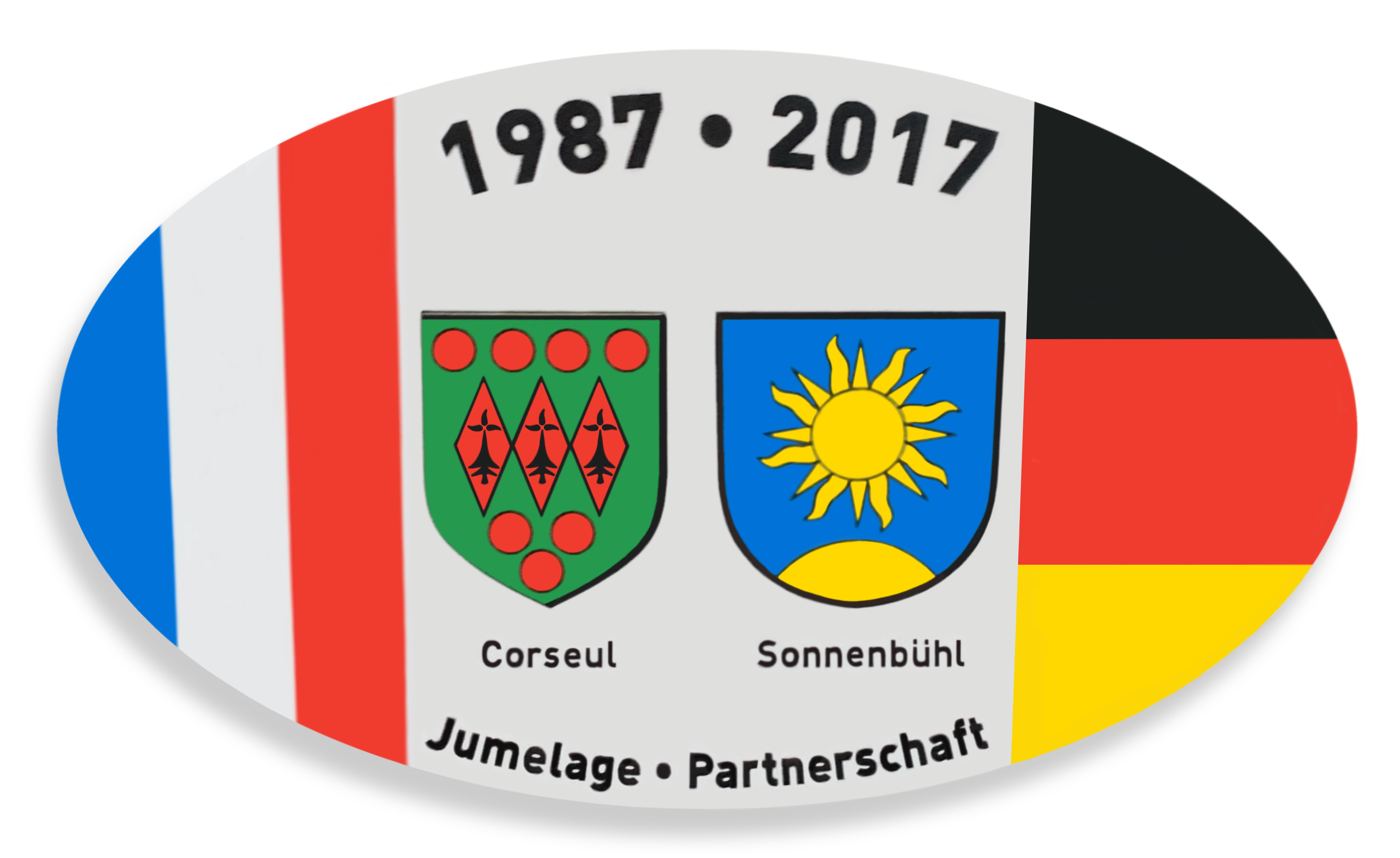
Autocollant édité en 2017 pour le 30e anniversaire du jumelage de Sonnenbühl avec Corseul, dans les Côtes-d'Armor.

Corseul (France) depuis octobre 1987.